# Мирослав Михајловић
Мирослав Михајловић (Врба, 11. новембар 1952) је поетски, прозни и драмски писац. Бави се ликовном критиком и преводилаштвом. Активни је учесник афирмације културне еманципације ромског народа на Балкану. Живи и ради у Трстенику.

## Професионални рад
Културном еманципацијом Рома и афирмацијом ромске културе Мирослав Михајловић бави се кроз више области. Уредник је ромског часописа Thara (Сутра) и покретач иницијативе за установљавање галерије ствараоца ГРЕВС. Бави се књижевношћу. Пише за децу и одрасле. Његове песме заступљене су у многим антологијама ромске поезије.